# Yes, And?
«Yes, And?» (estilizado en minúsculas) es una canción interpretada por la cantautora  estadounidense Ariana Grande, incluida por su séptimo álbum de estudio Eternal Sunshine (2024). Fue escrita y producida por Grande, Max Martin e Ilya Salmanzadeh, fue publicada mundialmente el 12 de enero de 2024 por la compañía discográfica Republic Records. El 16 de febrero de 2024 se publicó un remix de la canción interpretada con la cantautora estadounidense Mariah Carey.

## Antecedentes
En noviembre de 2021, más de un año después del lanzamiento de su sexto álbum de estudio, bien recibido y de éxito comercial, Positions (2020), Grande fue elegida como Glinda en la adaptación cinematográfica del musical de Broadway «Wicked». A finales de 2021, también trabajó como coach en la temporada 21 del programa The Voice.[cita requerida] En mayo de 2022 afirmó que no grabaría otro álbum hasta terminar de filmar «Wicked» (2024). En octubre de 2023, Grande compartió una foto en su Instagram con el productor sueco y colaborador de toda la vida Max Martin.
El 7 y 17 de diciembre de 2023, Grande compartió varias fotos y videos de ella y los miembros de su equipo trabajando en estudios de grabación y editando archivos de audio. El 27 de diciembre, la cantante confirmó el lanzamiento del álbum en 2024 en su cuenta de Instagram.
A partir del 4 de enero de 2024, insinuó el título del sencillo principal usando una sudadera con las palabras «Yes, And?» afuera de su casa. La confirmación de esto se recibió el 7 de enero, cuando su tienda en línea abrió pedidos anticipados para copias físicas del sencillo.

## Composición
La canción fue escrita y producida por la propia cantante con Max Martin e Ilya Salmanzadeh. El tema está inspirado en los ambientes de la cultura del ball room y, en particular, en la canción «Vogue» de Madonna y por el álbum de estudio de Beyoncé Renaissance.

## Recepción de la crítica
En una reseña de NME, Sophie Williams describe la canción como «un discurso melódico que responde a una vociferación excesiva» y «presenta a Grande en su forma más auténtica: un ser humano imperfecto pero honesto, que intenta adueñarse de su narrativa y seguir adelante».Amrit Virdi de Clash declaró que «En «yes, and?», sus armonías controladas y capas de silbidos se mezclan con las pausas de baile, mientras que la producción en capas ayuda a añadir fuertes improvisaciones hacia el final de la pista […] Y el estribillo de la canción es increíblemente pegadizo – es definitivamente algo que puedo ver sonando y apreciado en el club».Helen Brown, de The Independent, escribió que la voz de la cantante «adopta un tono dulce, ligero y brillante» con armonías «suaves y de refilón» y la fórmula «Voguev en la estructura del tema» con «una sección hablada, de campanas y palmas».
Algunos críticos musicales han asociado la canción con la atmósfera del séptimo álbum de estudio de Beyoncé, Renaissance, en particular con el single principal «Break My Soul». Quinn Moreland, que escribe para Vulture, cree que «la canción adopta un ritmo disco salpicado por una línea de sintetizador en cascada que probablemente dominará la música pop después de Renaissance».Laura Snapes, de The Guardian, elogió la producción «irresistiblemente efervescente y ágil», con un «eco consciente del «Vogue» de Madonna tan delicioso como un donut ilícito» y «una señal, post-Renacimiento, de que el pop mainstream está abrazando el house en su forma más pura».

## Video musical

### Lanzamiento y promoción
El 19 de diciembre de 2023; se informó que Grande había sido vista filmando el video de lo que en ese momento se suponía que era el primer sencillo del álbum. Más tarde, Grande compartió un avance del video musical de la canción el 11 de enero de 2024. Representa el acrónimo «AG7», una referencia a su séptimo álbum de estudio sin título. Se puede ver que el video y la canción no solo hacen referencia a «Vogue» de Madonna, sino que también hacen un guiño a «Cold Hearted» de Paula Abdul lanzado en 1989, a través de la coreografía, el escenario y el vestuario. Se muestran las coordenadas geográficas 41°03′59″N 71°95′45″W, que ubican Montauk, Nueva York, uno de los lugares clave de rodaje de la película Eternal Sunshine of the Spotless Mind (2004); Grande ha afirmado ser fan de Jim Carrey, quien protagonizó la misma.
El video musical de «Yes, And?» fue lanzado a través del canal Vevo de Grande en YouTube a las 07:00 hora del Pacífico (PT) el 12 de enero, diez horas después del lanzamiento de la canción.

## Certificaciones
| Listas (2024)                               | Mejor posición |
| ------------------------------------------- | -------------- |
| Argentina (Argentina Hot 100)               | 61             |
| Australia (ARIA)                            | 2              |
| Austria (Ö3 Austria Top 40)                 | 3              |
| Bélgica (Flandes) (Ultratop 50)             | 6              |
| Bélgica (Valonia) (Ultratop 50)             | 14             |
| Brasil (Brasil Hot 100)                     | 13             |
| Bulgaria (PROPHON)                          | 1              |
| Canadá (Canadian Hot 100)                   | 1              |
| Croacia (HRT)                               | 1              |
| República Checa (Singles Digitál Top 100)   | 17             |
| Dinamarca (Tracklisten)                     | 9              |
| Finlandia (OFC)                             | 20             |
| Francia (SNEP)                              | 4              |
| Alemania (Offizielle Deutsche Charts)       | 8              |
| Global 200 (Billboard)                      | 1              |
| Grecia (IFPI)                               | 1              |
| Hong Kong (Billboard)                       | 14             |
| Hungría (Single Top 40)                     | 13             |
| Islandia (Plötutíðindi)                     | 5              |
| India (IMI)                                 | 18             |
| Irlanda (IRMA)                              | 2              |
| Italia (FIMI)                               | 19             |
| Japón (Japan Hot 100)                       | 35             |
| Letonia (LAIPA)                             | 1              |
| Letonia (LAIPA)                             | 1              |
| Lituania (AGATA)                            | 1              |
| Luxemburgo (Billboard)                      | 5              |
| Malasia (RIM)                               | 2              |
| MENA (IFPI)                                 | 4              |
| México (Billboard)                          | 25             |
| Países Bajos (Dutch Top 40)                 | 5              |
| Países Bajos (Mega Single Top 100)          | 2              |
| Nueva Zelanda (Recorded Music NZ)           | 3              |
| Nigeria (TurnTable Top 100)                 | 87             |
| Noruega (VG-lista)                          | 4              |
| Panamá (PRODUCE)                            | 23             |
| Perú (Billboard)                            | 17             |
| Filipinas (Billboard)                       | 2              |
| Polonia (Polish Streaming Top 100)          | 6              |
| Portugal (AFP)                              | 2              |
| Rumania Romania (Billboard)                 | 14             |
| Arabia Saudita (IFPI)                       | 10             |
| Singapur (RIAS)                             | 1              |
| Eslovaquia (Rádio Top 100)                  | 22             |
| Eslovaquia (Singles Digitál Top 100)        | 10             |
| Sudáfrica (Billboard)                       | 17             |
| Corea del Sur (Circle)                      | 130            |
| España (PROMUSICAE)                         | 13             |
| Suecia (Sverigetopplistan)                  | 6              |
| Suiza (Schweizer Hitparade)                 | 1              |
| Taiwán Taiwan (Billboard)                   | 16             |
| Unión Europea UAE (IFPI)                    | 1              |
| Reino Unido (UK Singles Chart)              | 2              |
| Ucrania (Tophit)                            | 94             |
| Estados Unidos (Billboard Hot 100)          | 1              |
| Estados Unidos (Adult Contemporary)         | 25             |
| Estados Unidos (Adult Top 40)               | 11             |
| Estados Unidos (Hot Dance/Electronic Songs) | 1              |
| Estados Unidos (Mainstream Top 40)          | 12             |
| Estados Unidos (Rhythmic)                   | 26             |

## Historial de lanzamientos
| Región         | Fecha                 | Formato                                             | Versión                                                                | Discográfica | Ref.          |
| -------------- | --------------------- | --------------------------------------------------- | ---------------------------------------------------------------------- | ------------ | ------------- |
| Varios         | 12 de enero de 2024   | Descarga digital streaming                          | Original                                                               | Republic     | [ 78 ]        |
| Varios         | 15 de enero de 2024   | Descarga digital streaming                          | Extended mix instrumental extended mix instrumental                    | Republic     | [ 79 ]        |
| Reino Unido    | 15 de enero de 2024   | Casete CD                                           | Original                                                               | Island       | [ 80 ] [ 81 ] |
| Estados Unidos | 15 de enero de 2024   | CD                                                  | Original                                                               | Republic     | [ 82 ]        |
| Estados Unidos | 16 de enero de 2024   | Contemporary hit radio hot adult contemporary radio | Original                                                               | Republic     | [ 83 ] [ 84 ] |
| Varios         | 16 de enero de 2024   | Descarga digital streaming                          | Edit sped up a cappella slowed                                         | Republic     | [ 85 ]        |
| Reino Unido    | 17 de enero de 2024   | Vinilo de 7 pulgadas                                | Original                                                               | Island       | [ 86 ]        |
| Italia         | 18 de enero de 2024   | Radio airplay                                       | Original                                                               | Universal    | [ 87 ]        |
| Estados Unidos | 9 de febrero de 2024  | Vinilo de 7 pulgadas                                | Original                                                               | Republic     | [ 88 ]        |
| Varios         | 16 de febrero de 2024 | Descarga digital streaming                          | Mariah Carey remix                                                     | Republic     | [ 89 ]        |
| Italia         | 16 de febrero de 2024 | Radio airplay                                       | Mariah Carey remix                                                     | Universal    | [ 90 ]        |
| Estados Unidos | 16 de febrero de 2024 | CD                                                  | Mariah Carey remix                                                     | Republic     | [ 91 ]        |
| Varios         | 20 de febrero de 2024 | Descarga digital streaming                          | Felix Jaehn remix Jonas Blue remix The Blessed Madonna 's Godsquad Mix | Republic     | [ 92 ]        |
| Alemania       | 8 de marzo de 2024    | CD                                                  | Mariah Carey remix                                                     | Universal    | [ 93 ]        |
| España         | 8 de marzo de 2024    | CD                                                  | Mariah Carey remix                                                     | Universal    | [ 94 ]        |
| Reino Unido    | 8 de marzo de 2024    | CD                                                  | Mariah Carey remix                                                     | Island       | [ 95 ]        |